# Санта-Мария-Антика
Санта-Мария-Антика (итал. La Chiesa di Santa Maria Antica — старая церковь Девы Марии) — трёхнефная церковь в Вероне. Первое здание церкви, построенное в VII веке было разрушено землетрясением 1117 года. Современное здание было освящено в 1185 году патриархом Аквилейским. В период правления Скалигеров церковь выполняла функции дворцовой капеллы.
Здание представляет собой небольшую постройку в романском стиле с колокольней. Стены выполнены из чередующейся кирпичной и каменной кладки. Церковь имеет аскетический интерьер без выдающихся произведений искусства. Рядом с церковью находятся арки Скалигеров — готические надгробия правителей Вероны, из которых надгробие Канграде I Делла Скала украшает вход в церковь.

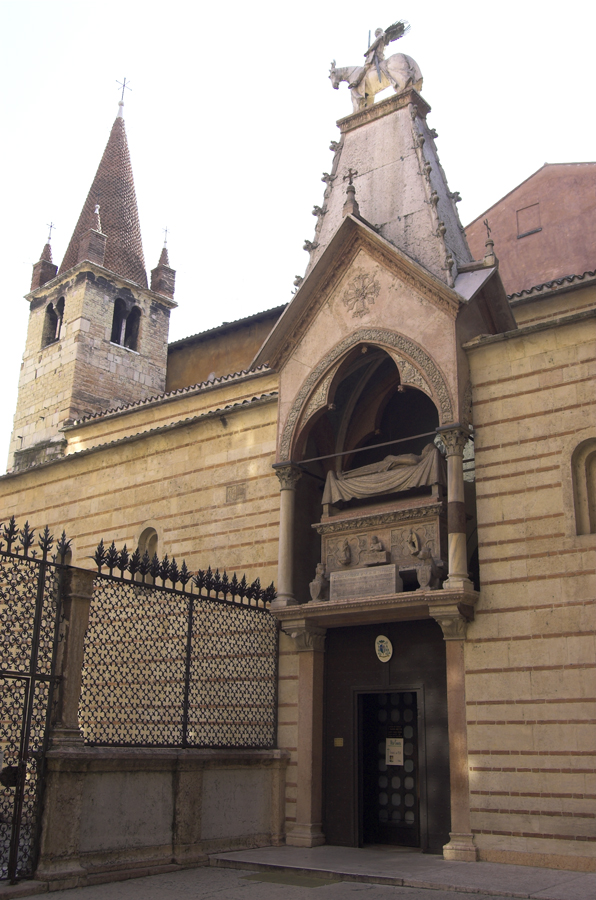
Вход в церковь
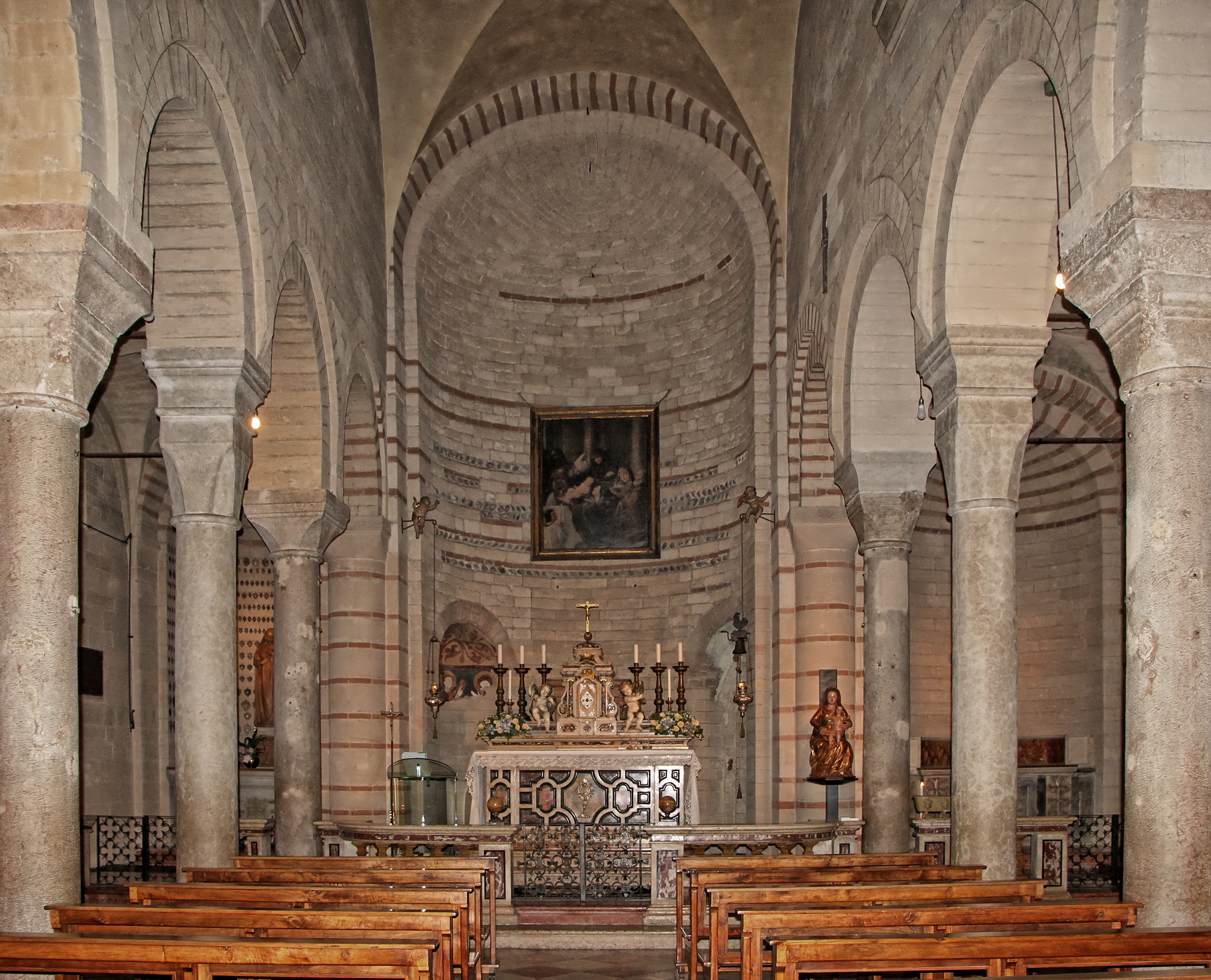
Центральный неф
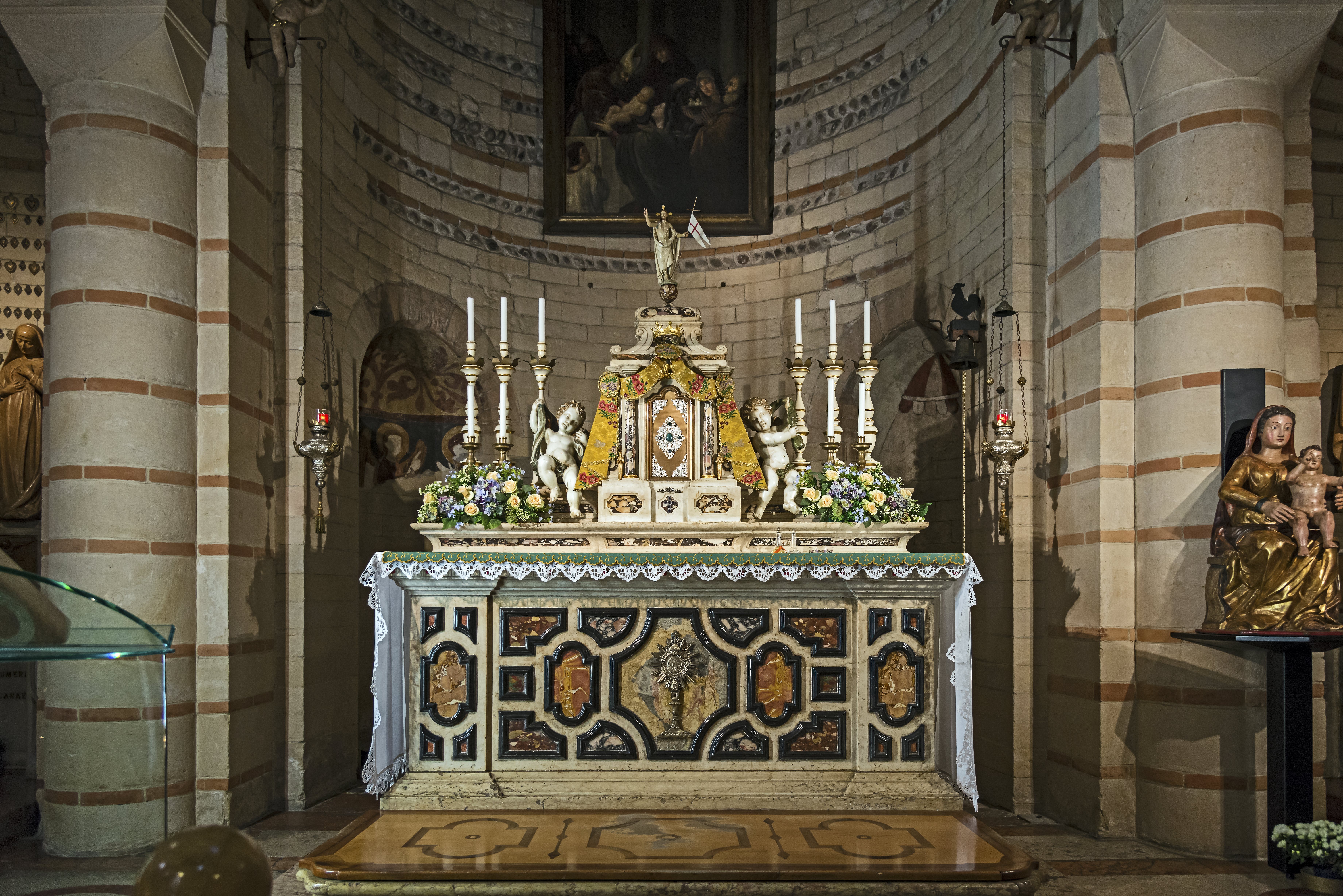
Алтарь